# François Quesnay

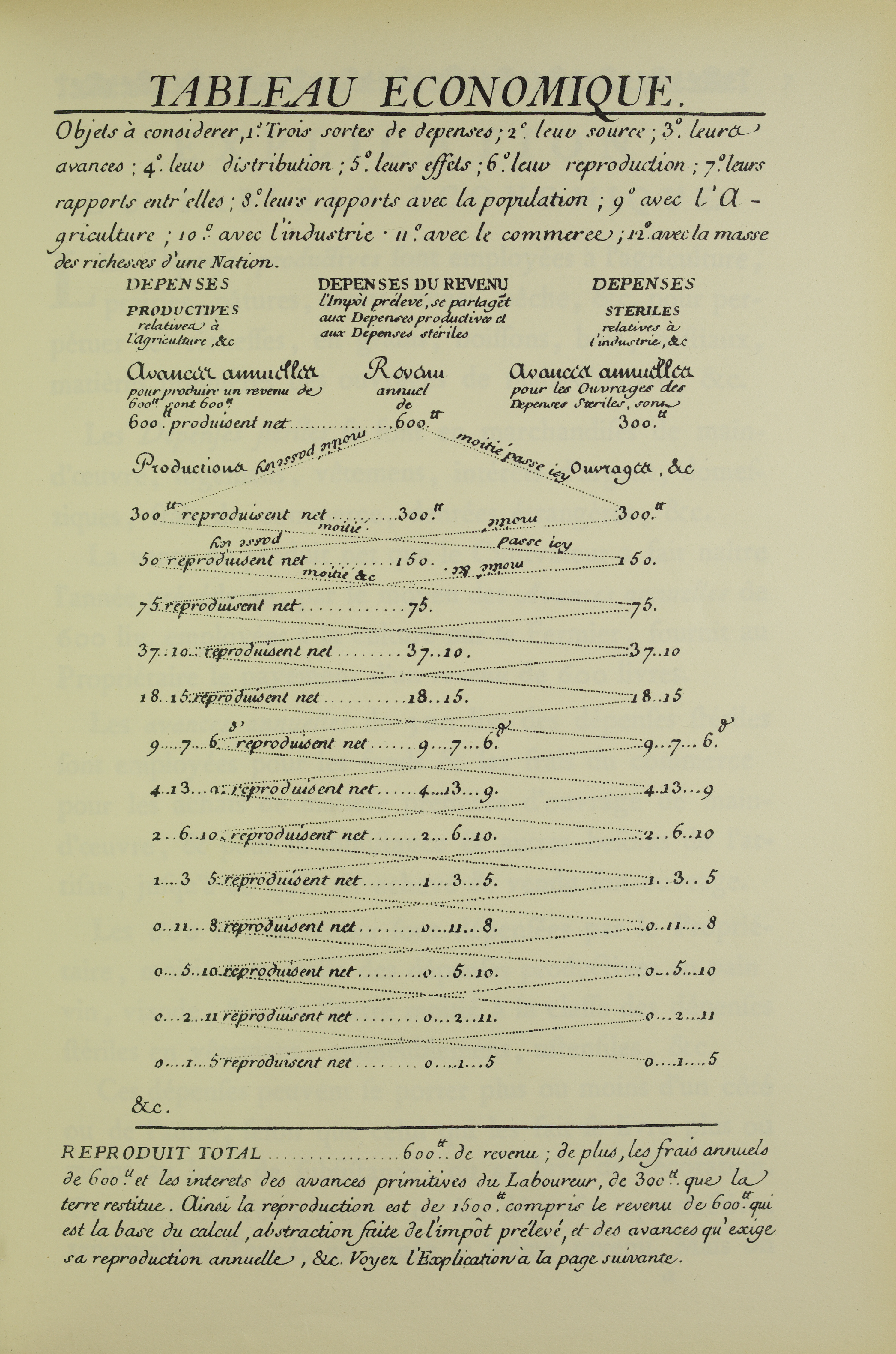
Tableau economique, 1965

François Quesnay (4 tháng 6, 1694 - 16 tháng 12, 1774) là người đứng đầu khuynh hướng trọng nông – khuynh hướng đặc biệt trong trường phái Kinh tế học cổ điển. Ông là người Pháp.

## Tiểu sử
Sinh ra tại thị trấn Versal vùng ven Paris, là con thứ tám trong số mười ba người con của một gia đình nông dân-buôn bán nhỏ, bẩm sinh thông minh. Năm 17 tuổi F. Quesnay thực hành nghề y trong bệnh viện ở Paris, vừa kiếm tiền trong xưởng thủ công chạm khắc. Sáu năm sau ông được nhận bằng bác sĩ chuyên ngành giải phẫu và bắt đầu hành nghề tại thành phố nhỏ Mant gần Paris.
Năm 1734 nhờ nổi tiếng trong nghề thầy thuốc ông được công tước Villeria mời làm bác sĩ riêng. Năm 1749 ông lại được hầu tước phu nhân Pompadur – là người danh giá thời đó ở Pháp – ngỏ lời mời tương tự. Và từ năm 1752 ông trở thành bác sĩ của vua Luidovic thứ 15, được vua sủng ái và trở thành cố vấn thân cận của nhà vua.
Khi cuộc sống vật chất trở nên sung túc, ông bắt đầu quan tâm đến những vấn đề triết học, và sau đó là lý thuyết kinh tế.
Từ năm 1756 ông đồng ý tham gia xây dựng bộ từ điển bách khoa toàn thư. Trong đó những bài viết về kinh tế và xã hội của ông được đăng như: "Dân chúng" (1756), "Chủ trang trại", "Thóc lúa", "Thuế" (1757), "Biểu đồ kinh tế" (1758).

## Các quan điểm phương pháp luận
Cơ sở lý luận được F. Quesnay trình bày trên nguyên lý "trật tự tự nhiên", mà nền tảng của nó, theo ông, là hệ thống luật pháp nhà nước mang tính thể chất và tinh thần, có khả năng bảo vệ quyền tư hữu, quyền lợi cá thể; bảo đảm tái sản xuất và phân phối của cải hợp lý.
Ông khẳng định quyền lợi cá thể của một người không thể được xác định bởi quyền lợi chung của mọi người, và điều đó diễn ra ở nơi ngự trị của tự do; cuộc sống tự nó vận hành; vì thế ước muốn được thỏa mãn thông báo cho xã hội sự vận động, tạo thành xu hướng cố định tiến đến trạng thái tốt hơn nữa.
Đồng thời ông cũng cảnh báo rằng quyền lực cao nhất không thể là của giới quý tộc hay giới chiếm hữu ruộng đất cỡ lớn. Vì nếu họ liên kết với nhau thì do tính hiếu danh và thói quen tàn bạo của mình, họ sẽ thành lập một quyền lực hùng mạnh hơn luật pháp, biến nhân dân thành nô lệ, gây nên sự hủy hoại, bất công, bạo lực và một nền quân chủ lộng hành. Ông cho rằng cần tập trung quyền lực nhà nước vào một cá nhân có học thức, hiểu biết luật pháp – trật tự tự nhiên, cần thiết để tiến hành lãnh đạo nhà nước.

## Học thuyết vềsản phẩm thuầnvà giai cấp
Trọng tâm nghiên cứu của F. Quesnay là học thuyết về sản phẩm thuần mà ngày nay có tên gọi là thu nhập quốc dân. Theo ông, nguồn gốc của sản phẩm thuần là đất đai và công lao động canh tác trên đó, nghĩa là các giá trị sản xuất nông nghiệp. Còn công nghiệp và các ngành khác không bổ sung thêm vào thu nhập đó, mà chỉ thay đổi trạng thái ban đầu của sản phẩm thuần mà thôi. Tuy nhiên, không phải ông cho rằng sản xuất công nghiệp hay các ngành dịch vụ là vô ích. Đó chỉ là nhận định của ông xuất phát từ quan điểm về giai cấp mà ông đề ra.
Theo ông, xã hội hợp thành từ 3 giai cấp: sản xuất, tư hữu và phi hữu ích.
Giai cấp sản xuất gồm những người tham gia vào lao động nông nghiệp như nông dân và chủ trang trại; giai cấp tư hữu là tất cả chủ đất, trong đó có vua và giới thầy tu; giai cấp phi hữu ích là thành phần còn lại trong xã hội, tham gia sản xuất công nghiệp và các ngành dịch vụ khác nhau.
Tuy nhiên F. Quesnay hoàn toàn không có khuynh hướng ấn định giai cấp. Ông cho rằng, những người yêu lao động của giai cấp bần cùng có lý do cần công việc mang lại lợi ích. Mong ước giàu sang sẽ kích thích tính cần cù, kết quả của cần cù sẽ là sự sung túc, và như thế con người sẽ dần quen với cuộc sống thuận tiện, ăn ngon, mặc đẹp, thoát khỏi nghèo đói, giáo dục con cái cùng yêu lao động và hướng đến sự sung túc.

## Lý thuyết về tư bản
F. Quesnay là một trong những người đầu tiên trong lịch sử tư tưởng kinh tế, đã lập luận một cách sâu sắc về tư bản. Nếu như những người theo chủ nghĩa trọng thương đồng nhất tư bản với tiền tệ, thì F. Quesnay cho rằng tiền là loại của cải phi hữu ích - nó không tạo ra gì cả. Tư bản đối với ông là tập hợp của cải vật chất hữu hình, được sử dụng cho quá trình tái sản xuất. Ông dùng thuật ngữ vốn ban đầu để chỉ tập hợp công cụ, công trình, gia súc và tất cả những gì dùng trong sản xuất nông nghiệp trong vài vòng tuần hoàn (hiện nay được gọi là vốn cơ bản); còn chi phí cho giống, thức ăn gia súc, tiền công hay các thứ khác trong một vòng tuần hoàn thì ông gọi là vốn hằng năm (thuật ngữ hiện đại là vốn lưu chuyển)

## Lý thuyết về tái sản xuất
Trong tác phẩm nổi tiếng "Biểu đồ kinh tế" F. Quesnay đã phân tích một cách khoa học về vòng tuần hoàn của đời sống kinh tế, nghĩa là quá trình tái sản xuất xã hội. Điều đó có ý nghĩa cơ sở trong việc theo dõi và dự đoán những tỷ lệ trong cơ cấu kinh tế. Ông chỉ ra mối liên kết bằng một lập luận: "Tái sản xuất thường xuyên được tái lập bởi chi phí, và chi phí thì được tái lập bởi tái sản xuất".
Biểu đồ kinh tế phản ánh mối quan hệ qua lại giữa ba thành phần kinh tế chính: nông nghiệp, sở hữu đất và công nghiệp. Mối quan hệ đó được diễn giải qua ví dụ sau:
Tổng sản phẩm thuần được tạo ra từ nông nghiệp là 5 tỉ, trong đó 2 tỉ được trả cho chủ sở hữu đất, 1 tỉ chuyển tới ngành công nghiệp để đổi lấy công cụ sản xuất, thay thế phần hao mòn, 3 tỉ dành cho chi trả tiền công và các khoản khác thuộc vốn hằng năm (vốn lưu chuyển).
Phân phối sản phẩm thuần đó được Q. trình bày bằng sự biểu hiện bằng tiền như sau: 
- Thu nhập từ việc cho thuê đất của chủ đất là 2 tỉ, được chia thành 2 phần: 1 tỉ dùng để trao đổi sản phẩm công nghiệp, 1 tỉ dành cho sản phẩm nông nghiệp;
- thu nhập của giới phi hữu ích (công nghiệp) là 2 tỉ, được dùng để mua nguyên vật liệu và sản phẩm nông nghiệp;
- như vậy, thu nhập của chủ trang trại là 3 tỉ (1 tỉ từ giới chủ đất và 2 tỉ từ giới công nghiệp), lại quay vòng mới: 1 tỉ dùng mua dụng cụ sản xuất, 2 tỉ trả tiền thuê đất.

Qua sự diễn giải trên cho thấy F. Quesnay quan niệm tiền chỉ là phương tiện trao đổi, bản chất mua bán chỉ là sự đổi hàng trực tiếp, sản xuất chuyển biến thành thu nhập mà sự chi trả cho phép tiến hành một vòng tuần hoàn mới.